# 杨再春
杨再春（1943年8月8日—2025年7月17日），字墨人，河北唐山人，中华人民共和国书法家、书法教育家，中国书法家协会创始人之一。

## 生平
杨再春原任北京体育大学出版社副社长，后因在中央电视台开设《中国传统书法系列讲座》系列书法讲座节目而为人所知，為书法教育普及作出贡献，被誉为“拥有千万学生的书法家”。
2022年，杨再春在抖音、快手、哔哩哔哩、微博等网站开设网络账号，以视频形式为网友批改书法作业、开展书法教学等。2025年7月17日21时25分，杨再春在家中安然辞世，享年81岁。